# Michael Plathow
Michael Plathow (* 25. Mai 1943 in Posen) ist ein deutscher evangelischer Theologe.

## Leben und Wirken
Michael Plathow wuchs als Sohn des Pastors Gerhard Plathow und seiner Frau Marianne Plathow, geb. Busching, in einem theologisch geprägten Elternhaus auf.
Nach dem Abitur an der Kieler Gelehrtenschule begann er an der Christian-Albrechts-Universität zu Kiel ein Studium in Theologie und Jura. Darauf setzte er das Theologiestudium an der Eberhard Karls Universität Tübingen (bei Gerhard Ebeling) und der Ruprecht-Karls-Universität Heidelberg fort. Das Theologische Examen legte er 1969 in Heidelberg und das kirchliche Examen 1974 in Karlsruhe ab, nachdem er 1973 bei Edmund Schlink eine Promotion über Karl Barth abgeschlossen hatte. 1979 habilitierte er sich an der Ruprecht-Karls-Universität zur Lehre und Ordnung im Leben der Kirche. 1986 folgte die apl. Professur für Systematische Theologie an der Ruprecht-Karls-Universität.
Plathow war 1972–1980 wissenschaftlicher Assistent und Studienleiter am Ökumenischen Institut Heidelberg (bei Reinhard Slenczka), 1980–1981 kommissarischer Leiter und Ephorus. 1982–2001 war er Pfarrer in der Wicherngemeinde Heidelberg-Kirchheim und Dekanstellvertreter. Daneben war er in dieser Zeit Vorsitzender der örtlichen Arbeitsgemeinschaft Christlicher Kirchen und Weltanschauungsbeauftragter des Dekanats Heidelberg. 2001–2007 war er Direktor des Konfessionskundlichen Instituts des Evangelischen Bundes in Bensheim und Bundesdirektor des Evangelischen Bundes. Seit seiner Pensionierung 2008 lehrt er weiterhin an der Ruprecht-Karls-Universität Heidelberg, predigt regelmäßig in der Universitätskirche und ist in zahlreichen Gremien tätig.

## Familie
Michael Plathow war mit Ursula, geb. Gramlich verheiratet, die im März 2005 verstarb. Aus der Ehe gingen der Arzt Christian Plathow (* 1972) und die Lehrerin Barbara Plathow (* 1975) hervor.

## Schwerpunkte
Plathows Forschungsschwerpunkte liegen in der Dogmatik und Philosophie, vor allem Ökumenische Theologie, Martin Luther, Predigt, Kirchenrecht, Johann Wolfgang von Goethe.

## Schriften (Auswahl)
- Das Zusammenwirken von göttlichem Schöpferwirken und geschöpflichem Eigenwirken in Karl Barths Kirchlicher Dogmatik. Göttingen 1976.
- Lehre und Ordnung im Leben der Kirche heute. dogmatisch, rechtstheologische und pastoraltheologische Überlegungen zu den Lebens- und Visitationsordnungen unserer evangelischen Kirche. Vandenhoeck und Ruprecht, Göttingen 1982. ISBN 978-3-525-56249-9.
- Heiliger Geist – Hoffnung der Schwachen. Lutherhaus-Verlag, Hannover 1985. ISBN 978-3-87502-163-9.
- Selbstzurücknahme. Gottes Nähe im Kreuz. Predigten. Köster, Berlin 1994. ISBN 978-3-89574-019-0.
- Ich will mit dir sein. Kreuzestheologische Vorsehungslehre. Köster, Berlin 1995. ISBN 978-3-89574-018-3.
- Freiheit und Verantwortung. Aufsätze zu Martin Luther im heutigen Kontext. Martin-Luther-Verlag, Erlangen 1996. ISBN 978-3-87513-098-0.
- Glauben und Gestalten. Dietrich Bonhoeffer im heutigen Kontext. Fromm, Saarbrücken 2013.
- Glauben denken und bezeugen. Heidelberger Universitätspredigten. Fromm, Saarbrücken 2013.
- Vor Gott in der Welt. Luthers neues Wirklichkeitsverständnis. LIT, Münster 2014. ISBN 978-3-643-12633-7.
- Das „Wort vom Kreuz“ und die Kreuzestheologien. Luthers Heidelberger Disputation (April 1518) – fürs Heute neu bedacht. LIT, Münster 2015.
- Insgesamt 220 Aufsätze u. Artikel, 110 Rezensionen, viele Predigtsammlungen u. Internetpredigten.

Als Herausgeber
- Edmund Schlink: Schriften zu Ökumene und Bekenntnis Bd. 2. Göttingen 2005.
- Lutherische Kirchen (= Die Kirchen der Gegenwart 1). Göttingen 2007.
- (mit Dietmar Schössler) Öffentliche Theologie und internationale Politik. Zur Aktualität Reinhold Niebuhrs (= Transatlantische Beziehungen Bd. I). Wiesbaden 2013.